# Abschnittsbefestigung Bergwiesen
Die Abschnittsbefestigung Bergwiesen ist eine abgegangene hochmittelalterliche Abschnittsbefestigung auf einer Anhöhe auf 815 m ü. NHN etwa 600 m nordwestlich der Pfarrkirche St. Michael des Marktes Peiting im Landkreis Weilheim-Schongau in Bayern.
Die Anlage wird als Bodendenkmal unter der Aktennummer D-1-8131-0054 als „Höhensiedlung der frühen Bronzezeit, der Urnenfelder- und Hallstattzeit sowie Burgstall des hohen Mittelalters (‚Bergwiesen‘)“ geführt.

## Beschreibung
Die in etwa dreieckige Anlage weist von West nach Ost eine Länge von 90 m und von Südwest nach Nordost eine Ausdehnung von 100 m auf. Sie liegt in einem Waldgebiet. Zu der Anlage führt von Peiting her kommend ein Kreuzweg mit 14 Stationen; der Kreuzweg ist unter der Aktennummer D-1-90-140-44 als denkmalgeschütztes Baudenkmal von Peiting verzeichnet. 